# Équipe de Russie féminine de hockey sur gazon
L'équipe de Russie féminine de hockey sur gazon est la sélection des meilleures joueuses russes de hockey sur gazon.

## Palmarès
Coupe du monde
- 1994 : 12e
- 2002 : 16e

Championnat d'Europe
- 1995 : 5e
- 1999 : 4e
- 2003 : 10e
- 2009 : 7e
- 2019 : 7e